# SG 2000 Mülheim-Kärlich
Die SG 2000 Mülheim-Kärlich ist ein Fußballverein aus Mülheim-Kärlich im Landkreis Mayen-Koblenz in Rheinland-Pfalz. Die erste Mannschaft der Männer stieg 2020 in die Oberliga Rheinland-Pfalz/Saar auf.

## Geschichte
Im Jahre 2000 bildeten die beiden Vereine SSV Mülheim und SSV Urmitz-Bahnhof die Spielgemeinschaft SG 2000 Mülheim-Kärlich. Zuvor gab es schon eine Kooperation der beiden Clubs im Nachwuchsbereich. Erfolgreichster Stammverein war der SSV Mülheim, der in der Saison 1967/68 in der seinerzeit zweitklassigen Regionalliga Südwest spielte. Zweimal nahm der Verein an der deutschen Amateurmeisterschaft teil und gewann einmal den Rheinlandpokal. Im Jahre 2011 kam es zur Fusion der beiden Vereine, wobei der Name der Spielgemeinschaft übernommen wurde.

### Männer
Als die Spielgemeinschaft gegründet wurden spielten beiden Stammvereine in der Bezirksliga gegen den Abstieg. Nach Vizemeisterschaften in den Jahren 2003, 2007 und 2008 gelang dann 2009 der Aufstieg in die Rheinlandliga. Dort spielte die Mannschaft zunächst gegen den Abstieg, wurde dann aber in der Saison 2015/16 Vizemeister hinter TuS Rot-Weiß Koblenz. In der Saison 2019/20 gelang dann der Aufstieg in die Oberliga Rheinland-Pfalz/Saarland. Die Spielzeit wurde wegen der COVID-19-Pandemie abgebrochen und die Mülheimer als Mannschaft mit dem besten Punktequotienten zum Aufsteiger bestimmt. 2023 stieg der Verein wieder in die Rheinlandliga ab. In den Spielzeiten 2023/24 und 2024/25 wurde die SG 2000 jeweils Vizemeister in der Rheinlandliga und konnte sich in der folgenden Aufstiegsrunde zur Oberliga nicht durchsetzen.

### Junioren
Die A-Junioren der SG 2000 Mülheim-Kärlich nahmen in der Saison 2019/20 am DFB-Pokal der Junioren teil und unterlagen in der ersten Runde Dynamo Dresden mit 0:9.

## Persönlichkeiten
- Robert Brace (* 1964)